# Rinspeed sQuba
De Rinspeed sQuba is een eenmalige productie van de Zwitserse automobielconstructeur Rinspeed. De auto zal niet in productie gaan, zelfs niet op speciaal verzoek. Hij werd voorgesteld op het autosalon van Genève in maart 2008. De auto is geïnspireerd op de Lotus Esprit van Roger Moore in de James Bondfilm The Spy Who Loved Me. Deze werd dertig jaar eerder uitgezonden, maar de duikende auto was één en al trucage, de sQuba kan dit echter volledig zelf, bestuurd vanuit de auto of met afstandsbediening.
De Lotus Elise werd als basis genomen. De motor werd verwijderd en vervangen door drie elektromotoren, een voor op de weg en twee die de propellers aandrijven voor onder water. Omdat een afgesloten auto te veel drijfvermogen zou hebben loopt de gehele wagen tijdens een duik vol water. De auto is daarom uitgerust met duikflessen en de inzittenden beschikken over duikuitrusting. De naam sQuba is dan ook een verwijzing naar het SCUBA-duiken. Dankzij de elektromotoren is de auto zeer milieuvriendelijk qua uitstoot, maar ook een groot deel van de gebruikte materialen is milieuvriendelijk.
Voor de verschillende onderdelen sprak Rinspeed enkele bedrijven aan: Esoro levert diverse materialen, AEZ zorgt voor de velgen en ze kregen ook nog hulp van onder andere Ibeo (radar) en KW automotive (vering).